# Gabriel de Jesus Tedesco Wedy
Gabriel de Jesus Tedesco Wedy é um jurista e magistrado brasileiro. Foi presidente da Associação dos Juízes Federais do Brasil no biênio 2010-2012.

## Biografia
É pós-doutor, doutor e mestre em Direito pela Pontifícia Universidade Católica do Rio Grande do Sul (PUC-RS e membro do Grupo de Trabalho Observatório do Meio Ambiente e das Mudanças Climáticas do Conselho Nacional de Justiça ,  da Comissão Julgadora do Concurso Nacional de Decisões Judiciais Ambientais e Climáticas do Conselho Nacional de Justiça ,  Integrante da IUCN World Comission on Environmental Law (WCEL) e do European Law Institute (ELI).   Wedy é Visiting Scholar pela Columbia Law School (Sabin Center for Climate Change Law), onde realizou também estágio doutoral quando da aprovação de sua tese, Direito Fundamental ao Desenvolvimento Sustentável na Era das Mudanças Climáticas. É Professor nos Programas de Pós-Graduação e de Graduação em Direito da Universidade do Vale do Rio dos Sinos (Unisinos),  Professor Coordenador de Direito Ambiental na Escola Superior da Magistratura Federal e palestrante nas áreas do direito ambiental, direito das mudanças climáticas e ao desenvolvimento sustentável no Brasil e no exteriorem instituições como  Harvard Law School , Columbia University ,  George Washington University, Miami University ,  Tufts University (The Fletcher School of Law and Diplomacy) ,  Université de Lausanne, Katholieke Universiteit Leuven,  Università degli Studi di Ferrara ,  Universidade de Lisboa, no Environmental Law Institute   e também na  Ruprecht-Karls-Universität Heidelberg,  onde foi Professor pesquisador convidado. Participou como palestrante e debatedor em discussões importantes como nos eventos realizados na Academia Scientiarum do Vaticano, oportunidade em que foi signatário da Carta de Roma de Juízes e Juízas das Américas, manifestando-se contra retrocessos nos direitos constitucionais fundamentais individuais, ambientais e sociais e, também, na Organização dos Estados Americanos (OEA), em que defendeu o Estado de Direito, a Liberdade de Expressão e de Imprensa. Participou de audiências públicas no Congresso Brasileiro, como jurista convidado, manifestando-se em defesa da tutela do meio ambiente e do cumprimento das metas estabelecidas no Acordo de Paris com a adoção da tributação sobre o carbono e do cap-and-trade. Atuou igualmente como palestrante e debatedor durante as Conferências das Partes da Convenção- Quadro das Naçoes Unidas sobre Mudança do Clima nas edições COP 28 (Dubai) e COP 29 (Baku) defendendo a descarbonização da economia e a transiçao energética. Igualmente participou como palestrante e debatedor na Organizaçao das Nações Unidas, em Nova Iorque, em mais de uma edição da New York Climate Week  e da Science Summit (UNGA) tratando dos temas direito climático e litigânciaIgualmente, Wedy foi palestrante no Congresso Mundial da IUCN-WCEL em Marselha e no II Congresso Mundial de Juízes Ambientais   abordando litigância e constitucionalismo climático , oportunidades  em que defendeu o sistema climático estável como um direito constitucional fundamental de terceira geração ou novíssima dimensão.
Como presidente da Associação dos Juízes Federais do Brasil sua gestão notabilizou-se pela defesa da independência do Poder Judiciário, de uma justiça federal mais célere, com a estruturação da segunda instância dos juizados especiais federais,  da democracia, do meio ambiente e do combate ao foro privilegiado e à corrupção (2010-2012). O magistrado foi representante da magistratura federal no Conselho da Justiça Federal (2010-2012), órgão de cúpula do Poder Judiciário, do qual recebeu homenagem, em face de sua atuação institucional, ao final de seu mandato. Em virtude de sua atuação associativa, institucional e acadêmica foi agraciado com a Medalha Tiradentes pela Assembleia Legislativa do Estado do Rio de Janeiro e  eleito Membro Honorário do Instituto dos Advogados Brasil. Wedy, igualmente, foi homenageado com a Ordem do Mérito das Ciências Econômicas, Políticas e Sociais pela Academia Nacional de Economia.
Foi também Presidente da Associação dos Juízes Federais e da Escola Superior da Magistratura Federal do Rio Grande do Sul (AJUFERGS-ESMAFE) no período de 2008 a 2010. Exerceu o cargo de juiz de direito no Estado do Rio Grande do Sul (2002) e a advocacia no período de 1997-2002, período em que foi membro do Tribunal de Ética e Disciplina da OAB/RS. Wedy atualmente atua como juiz federal titular da 2a Turma Recursal dos Juizados Especiais Federais do Estado do Rio Grande do Sul órgão do qual foi presidente e que foi agraciado, neste período(2019-2021), com o selo Mata de Araucária conferido pela Corregedoria do Tribunal Regional Federal da Quarta Região (TRF4)  em virtude de avaliações de produtividade, do clima organizacional e da sustentabilidade da unidade jurisdicional.

## Publicações

### Artigos
- Ação popular, Revista AJUFERGS.[45]
- A simetria constitucional da magistratura com o Ministério Público, Editora JC, 2010.[46]
- Os juízes não são vagabundos, Editora JC, 2012.[47]
- Os elementos constitutivos do princípio da precaução e a sua diferenciação com o princípio da prevenção, Revista de Doutrina TRF4, 2015.[48]
- Sustainable Development and Brazilian Judge, 2015.[49]
- Climate Change and Sustainable Development in Brazilian Law, 2016.[50]
- O Estado intuição e o fracasso, Zero Hora, 2017.[51]
- Commentary: the judiciary and sustainable development: perspectives of a Brazilian federal judge, 2016.[52]
- Climate Legislation and Litigation in Brazil .[53]
- Climate Change and Innovation in Brazil: Threats and Opportunities [54]
- Threats to the Brazilian Environment and Environmental Policy [55]
- Threats to the Brazilian Environment and Social Rights [56]
- The Supreme Court of Brazil's Jurisprudence in Protecting the Climate System[57]
- Intergenerational Equity and Climate Protection: The Role of Brazilian Supreme Court Jurisprudence [58]
- The Brazilian Supreme Court and the Climate Fund Case [59]

### Livros
- O Limite Constitucional dos Juros Reais, Síntese, Porto Alegre, 1997.[60]
- O Princípio Constitucional da Precaução - Como Instrumento de Tutela do Meio Ambiente e da Saúde Pública, Editora Fórum, Belo Horizonte, 2009, ISBN 9788577002382.[3]
- O Desenvolvimento Sustentável: Governança, meio ambiente, economia, e dignidade da pessoa humana, Editora Prismas, Curitiba, 2017,ISBN 9788555075711.[61]
- Desenvolvimento Sustentável na Era das Mudanças Climáticas: um direito fundamental, Editora Saraiva, São Paulo, 2018, ISBN 9788547232870 [62]
- Ambiente Jurídico, Editora Del Rey, Minas Gerais, 2018, ISBN 9788538405306 [63]
- Manual de Direito Ambiental: de acordo com a jurisprudência dos Tribunais Superiores, Editora Fórum, Belo Horizonte, 2019 , ISBN 978-85-450-0635-0. [64]
- Litígios Climáticos: de acordo com o Direito Brasileiro, Norte-Americano e Alemão, Editora Juspodium, Salvador, 2019, ISBN 978-85-442-2744-2.[65]
- Estado de Direito Contemporâneo: reflexões críticas,( organizador e autor et all) Editora Dom Modesto, Blumenau, 2020, ISBN 9786586537161[66].
- Climate Change Litigation in Brazil. In:  Climate Change Litigation. (Org: KAHL, Wolfgang; WELLER), Marc-Philippe,  C.H.Beck(Nomos), München, 2021, ISBN 978-3-406-74389-4. [67]
- Novas Fronteiras do Direito Ambiental (Organizadores:WEDY, Gabriel; SARLET, Ingo; FENSTERSEIFER, Tiago), Editora Saraiva, 2021, ISBN 978-65-5559-789-9.
- O Estado de Direito Contemporâneo e seus desafios.(Organizadores:WEDY, Gabriel; FERRI, Giovani), Editora Dom Modesto, 2021, ISBN 978-65-86537-29-1. [68]
- Estado de Direito e os Riscos do Totalitarismo (Organizadores: WEDY, Gabriel; LEMOS, Franco), Editora Dom Modesto, 2021, ISBN 978-65-86537-29-1[69]
- Curso de Direito Climático (Autores: WEDY, Gabriel; SARLET, Ingo; FENSTERSEIFER, Tiago), Editora Saraiva, 2023, ISBN 978-6526001745.
- Brazilian Environmental and Climate Change Law (Autores: WEDY, Gabriel; MOREIRA, Rafael Martins Costa, Springer, 2025, ISBN 978-3031879982